# Jamie Osborne
Pour les articles homonymes, voir Osborne.
Pas d'image ? Cliquez ici

a Compétitions nationales et continentales officielles uniquement.

b Matchs officiels uniquement.
Dernière mise à jour le 21 avril 2025.
Jamie Osborne, né le 16 novembre 2001 à Naas (Irlande), est un joueur international irlandais de rugby à XV jouant aux postes de centre, d'arrière et d'ailier au Leinster en United Rugby Championship.

## Biographie

### Jeunesse et formation
Jamie Osborne naît le 16 novembre 2001 à Naas, ville du Comté de Kildare en Irlande. Il grandit dans une famille passionnée de rugby à XV. Aîné de cinq frères, il est notamment le grand frère d'Andrew Osborne, également joueur du Leinster et international irlandais des moins de 20 ans.
Il commence la pratique du rugby à l'âge de sept ans au Naas RFC (en), club de la All-Ireland League, où il est rapidement identifié comme un talent prometteur. Il poursuit sa formation au niveau scolaire au sein de la Naas CBS (en). Parallèlement, il pratique le football gaélique jusqu'à ses 16 ans. Jamie Osborne intègre ensuite le système des jeunes du Leinster, où il se distingue par sa polyvalence dans la ligne de trois-quarts. 
Ainsi, bien qu'il n'ait pas suivi sa formation dans l'une des écoles de Dublin, Jamie Osborne intègre toutes les sélections de jeunes de l'Irlande,.

### Début de carrière professionnelle prometteur au Leinster et premières convocations en équipe d'Irlande (2021-2023)
Jamie Osborne fait ses débuts professionnels avec l'équipe senior du Leinster en janvier 2021, lors d'un match de Pro14 contre les Scarlets,. Reconnu pour sa polyvalence, sa capacité à lire le jeu et sa puissance physique, il se distingue par sa vision du jeu, sa solidité défensive et ses courses percutantes. Il possède également un jeu au pied efficace, ce qui fait de lui un joueur complet. Au fil du temps, il devient un élément clé du Leinster, jouant principalement en tant que centre tout en montrant ses aptitudes à évoluer à l'arrière. 
Lors de sa deuxième saison en United Rugby Championship (ex-Pro14), il dispute treize matchs, onze comme titulaire.
En 2022-2023, sa troisième saison professionnelle, Jamie Osborne est appelé pour la première fois avec l'équipe d'Irlande en janvier 2023 en préparation du Tournoi des Six Nations. Cependant, une blessure l'empêche de décrocher sa première sélection. En mars 2023, il prolonge son contrat avec le Leinster pour une durée indéterminée. Joueur important du système de Leo Cullen, il est nommé parmi les meilleurs joueurs européens de la saison pour le prix EPCR de l'année, aux côtés de ses coéquipiers Josh van der Flier, Caelan Doris et Garry Ringrose. Cette saison-là, il est titularisé à huit reprises en neuf matchs d'URC et fait ses débuts en Champions Cup.
À l'issue de la saison, le sélectionneur de l'Irlande, Andy Farrell, le convoque dans le groupe élargi pour préparer la Coupe du monde 2023, mais Osborne ne figure finalement pas dans la liste finale des joueurs retenus.

### Joueur important du Leinster et débuts internationaux (depuis 2024)
Pour la saison 2023-2024, Osborne est titularisé à douze reprises en United Rugby Championship mais commence la demi-finale perdue face aux Bulls sur le banc des remplaçants. Il participe également à quatre rencontres en tant que titulaire en Champions Cup, inscrivant un essai contre Gloucester Rugby,. Le 25 mai 2024, il est titularisé lors de la finale de la Champions Cup face au Stade toulousain, au Tottenham Hotspur Stadium de Londres, en raison de l'absence de Garry Ringrose,. Durant l'été 2024, il est rappelé pour la tournée estivale en Afrique du Sud, où il obtient enfin sa première cape lors du premier test match contre les Springboks. Andy Farrell crée la surprise en le titularisant à l'arrière, un poste qu'il n'a plus occupé depuis deux saisons au Leinster. Lors de cette rencontre, il joue un rôle clé dans l'essai de Conor Murray en créant un intervalle décisif. Cette prestation convaincante lui permet de conserver sa place pour le deuxième test contre l'Afrique du Sud.
En janvier 2025, Jamie Osborne est à nouveau retenu dans le groupe irlandais pour préparer le Tournoi des Six Nations. Il ne joue que deux matchs durant la compétition, puis prolonge son contrat avec le Leinster,. En fin de saison 2024-2025, il remporte la finale du United Rugby Championship en battant les Sud-Africains des Bulls sur le score de 32 à 7. Il s'agit du premier titre gagné par le Leinster depuis 2021, après de nombreuses finales perdues.

## Vie privée
Issu d'une famille de passionnés de rugby à XV, Jamie Osborne reste très attaché à son club formateur, le Naas RFC (en), où il revient régulièrement pour encadrer les jeunes joueurs. Décrit comme modeste et travailleur, il est perçu comme un modèle pour les générations montantes du rugby irlandais.

## Palmarès

### En province
- Vainqueur du Pro14/United Rugby Championship en 2021 et 2025 avec le Leinster.
- Finaliste de la Champions Cup en 2024 avec le Leinster.

### Distinctions personnelles
- Membre de l'équipe type du United Rugby Championship en 2025.